# Гута-Жулавська
Гута-Жулавська (пол. Huta Żuławska, нім. Hütte) — село в Польщі, у гміні Мілеєво Ельблонзького повіту Вармінсько-Мазурського воєводства.
Населення — 154 особи (2011).
У 1975-1998 роках село належало до Ельблонзького воєводства.

## Демографія
Демографічна структура станом на 31 березня 2011 року:
|          | Загалом | Допрацездатний вік | Працездатний вік | Постпрацездатний вік |
| -------- | ------- | ------------------ | ---------------- | -------------------- |
| Чоловіки | 77      | 20                 | 52               | 5                    |
| Жінки    | 77      | 21                 | 43               | 13                   |
| Разом    | 154     | 41                 | 95               | 18                   |